# Судзукі Дзіон
Судзукі Дзіон (яп. 鈴木 彩艶; нар. 21 серпня 2002, Ньюарк) — японський футболіст, воротар італійського клубу «Парма».
Виступав, зокрема, за клуб «Урава Ред Даймондс», а також національну збірну Японії.
Володар Кубка Імператора. Володар Суперкубка Японії. Клубний чемпіон Азії.

## Клубна кар'єра
Народився 21 серпня 2002 року в американському місті Ньюарк в родині американця ганського походження і японки. Невдовзі перебрався з батьками до Японії. Вихованець футбольної школи місцевого «Урава Ред Даймондс». Дорослу футбольну кар'єру розпочав 2021 року в основній команді того ж клубу, в якій провів два сезони, взявши участь у 8 матчах чемпіонату. 
До складу клубу «Сент-Трюйден» приєднався 2023 року. Станом на 11 лютого 2024 року відіграв за команду із Сінт-Трейдена 17 матчів в національному чемпіонаті.
15 липня 2024 року італійський клуб «Парма», що виступає в серії А, анонсував підписання 5-річного контракту із Судзукі.

## Виступи за збірні
У 2016 році дебютував у складі юнацької збірної Японії (U-15), загалом на юнацькому рівні взяв участь у 19 іграх, пропустивши 4 голи.
З 2021 року залучався до складу молодіжної збірної Японії. На молодіжному рівні зіграв у 13 офіційних матчах, пропустив 6 голів.
У 2022 році дебютував в офіційних матчах у складі національної збірної Японії.
У складі збірної був учасником кубка Азії з футболу 2023 року у Катарі.
| Дата       | Місто                   | Господарі | Результат | Гості     | Турнір                        | Голи | Примітки |
| ---------- | ----------------------- | --------- | --------- | --------- | ----------------------------- | ---- | -------- |
| 19-7-2022  | Касіма (Ібаракі)        | Японія    | 6 – 0     | Гонконг   | Кубок Східної Азії 2022]]     | -    |          |
| 17-10-2023 | Кобе                    | Японія    | 2 – 0     | Туніс     | товариський матч              | -    |          |
| 21-11-2023 | Джидда                  | Сирія     | 0 – 5     | Японія    | Відбір до ЧС 2026             | -    |          |
| 1-1-2024   | Токіо                   | Японія    | 5 – 0     | Таїланд   | товариський матч              | -    |          |
| 14-1-2024  | Доха                    | Японія    | 4 – 2     | В'єтнам   | Кубок Азії 2023 - 1-й етап    | -2   |          |
| 19-1-2024  | Ер-Раян (муніципалітет) | Ірак      | 2 – 1     | Японія    | Кубок Азії 2023 - 1-й етап    | -2   |          |
| 24-1-2024  | Доха                    | Японія    | 3 – 1     | Індонезія | Кубок Азії 2023 - 1-й етап    | -1   |          |
| 31-1-2024  | Доха                    | Бахрейн   | 1 – 3     | Японія    | Кубок Азії 2023 - 1/8 фіналу  | -1   | [ 3 ]    |
| 3-2-2024   | Ер-Раян (муніципалітет) | Іран      | 2 – 1     | Японія    | Кубок Азії 2023 - чвертьфінал | -2   |          |
| Усього     |                         | Матчів    | 9         |           | Голів                         | -8   |          |

## Титули і досягнення

### Командні
- Володар Кубка Імператора (1):

«Урава Ред Даймондс»: 2021
- Володар Суперкубка Японії (1):

«Урава Ред Даймондс»: 2022
- Клубний чемпіон Азії (1):

«Урава Ред Даймондс»: 2022